# George Biddell Airy
George Biddell Airy PRS, KCB (Alnwick, Northumberland, 27 de julho de 1801 — Greenwich, Londres, 2 de janeiro de 1892) foi um matemático e astrônomo britânico. Foi Astrônomo Real Britânico, de 1835 a 1881.

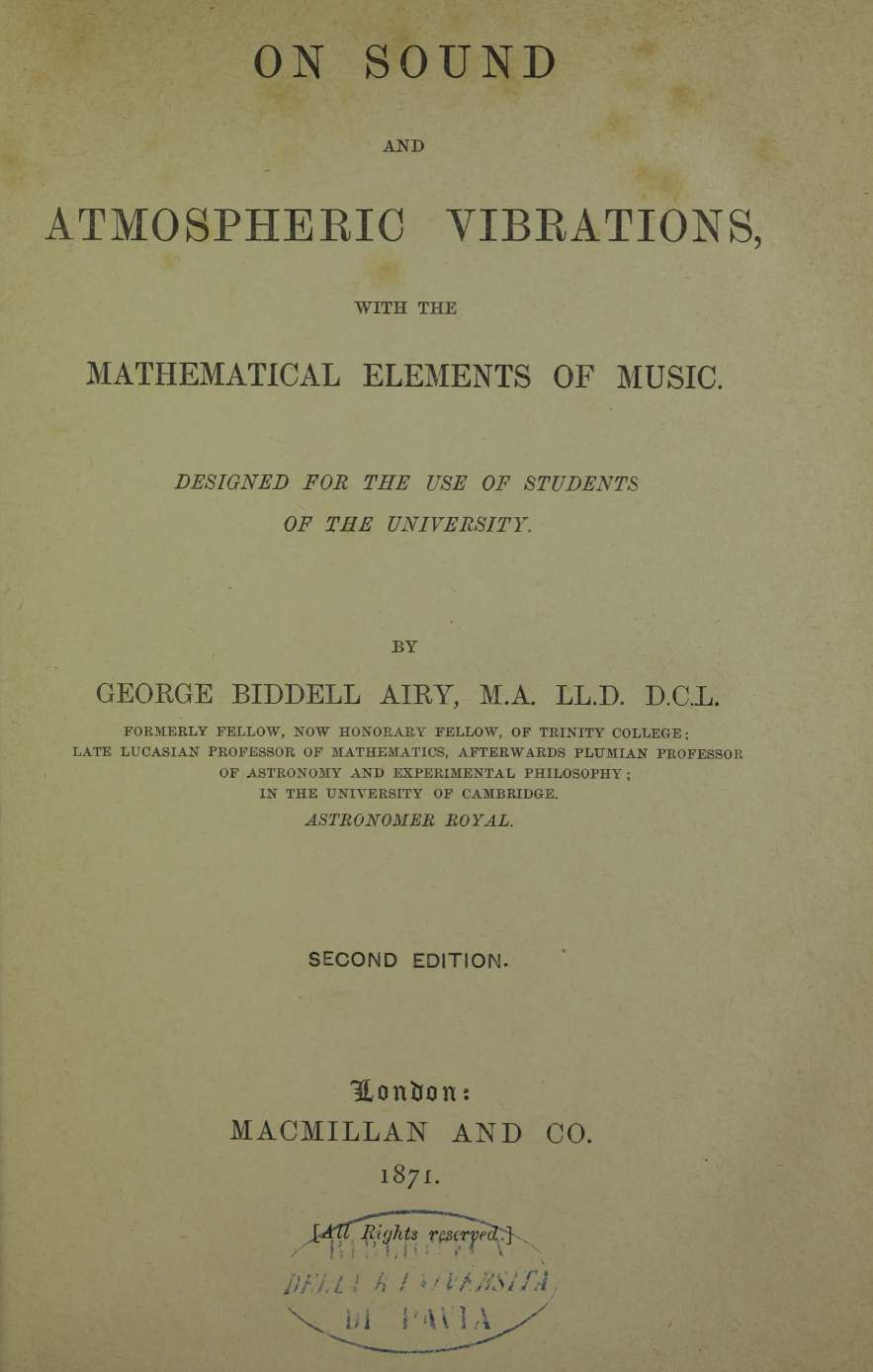
On sound and atmospheric vibrations with the mathematical elements of music, 1871

No período como Astrônomo Real Britânico, estabeleceu Greenwich como localização do primeiro meridiano. Sua reputação foi abalada pela alegação que, devido à falta de ação de sua parte (em 1843 ele rejeitou os cálculos de John Couch Adams sobre a possibilidade de um 8º planeta influindo sobre Urano), o Reino Unido perdeu a prioridade da descoberta de Netuno.
Foi Professor Plumiano de Astronomia e Filosofia Experimental (1828–1836).
A cratera lunar Airy (cratera lunar) e outra em marte são denominadas em sua homenagem.

## Engenharia

### Método da Função Tensão
Em 1863, Airy publicou uma nova técnica para a determinação dos campos de deformação e tensão em uma viga de Euler-Bernoulli. Esta técnica, denominada Método da Função Tensão de Airy, pode ser usada para a determinação de soluções de vários problemas da mecânica dos sólidos bi-dimensional.

## Publicações
Uma lista completa dos 518 papéis impressos de Airy está em Airy (1896). Entre os mais importantes estão:
- (1826) Mathematical Tracts on Physical Astronomy
- (1828) On the Lunar Theory, The Figure of the Earth, Precession and Nutation, and Calculus of Variations, aos quais, na segunda edição de 1828, foram acrescentados tratados sobre a Planetary Theory and the Undulatory Theory of Light
- (1834) Gravitation: an Elementary Explanation of the Principal Perturbations in the Solar System (online - Internet Archive)
- (1839) Experiments on Iron-built Ships, instituted for the purpose of discovering a correction for the deviation of the Compass produced-by the Iron of the Ships
- (1848 [1881, 10th edition]) Popular Astronomy: A Series of Lectures Delivered at Ipswich (online - Wikisource)
- (1855) A Treatise on Trigonometry (online - Google Books)
- (1861) On the Algebraic and Numerical Theory of Errors of Observations and the Combination of Observations.
- (1866) An Elementary Treatise on Partial Differential Equations (onlinet - Internet Archive)
- (1868) On Sound and Atmospheric Vibrations with the Mathematical Elements of Music (online - MPIWG)
- (1870) A Treatise on Magnetism (online - Google Books)